# Schloss Le Nozet

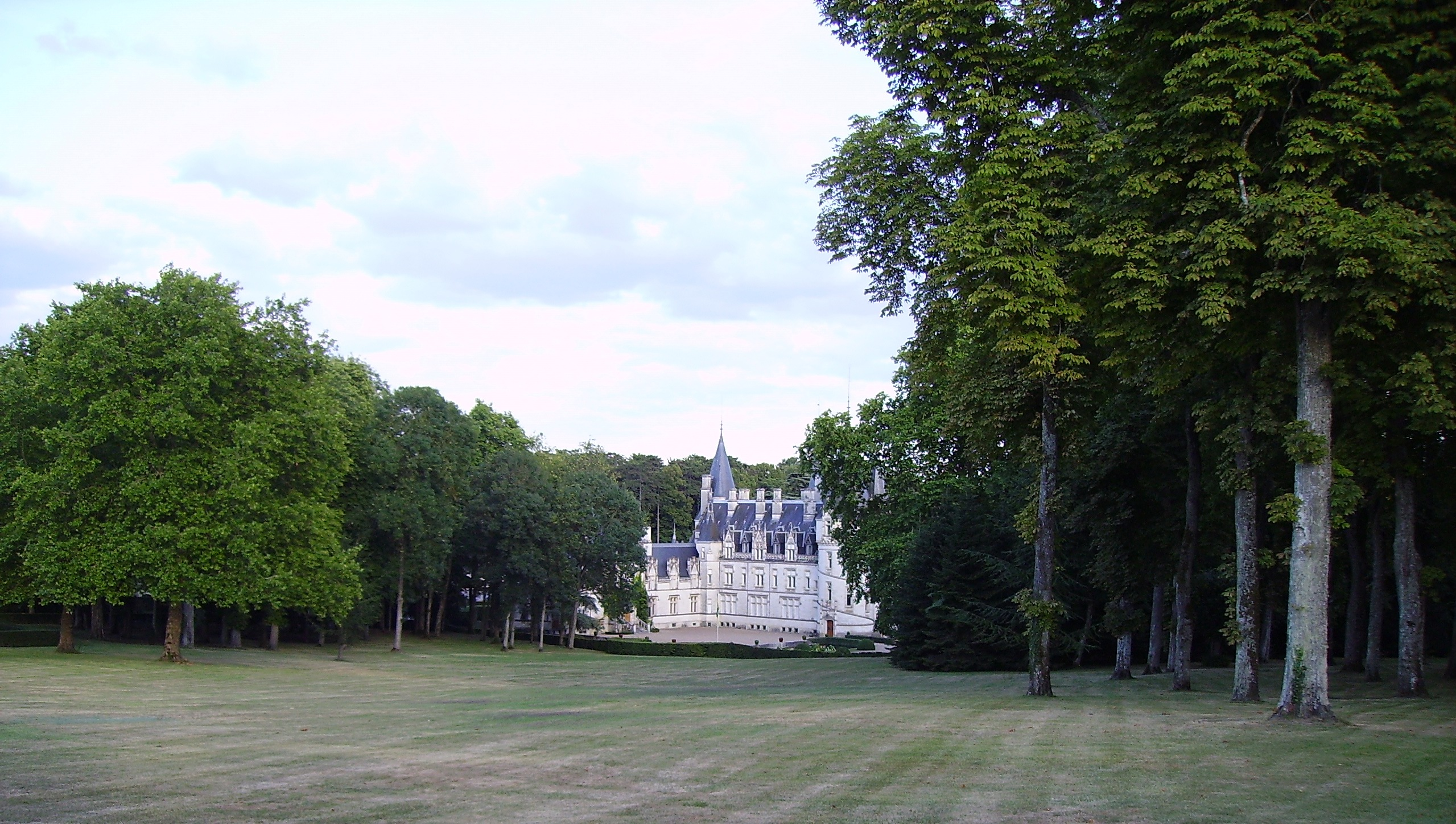
Schloss Le Nozet

Schloss Le Nozet (französisch Château du Nozet) ist ein Schloss und Weingut in Pouilly-sur-Loire, das besonders für seinen Pouilly-Fumé bekannt ist.

## Geschichte
1787 erwarb der aus einer reichen Bankiersfamilie stammende Comte Edmond Lafond von Madame Sophie, der illegitimen Tochter Ludwigs XV. das größte Weingut in Pouilly-sur-Loire.
Eine Anekdote besagt, dass die Weißweine dieses Weingutes zu den bevorzugtesten von Napoleon gehörten. 1937 erhielten sie die Ursprungsbezeichnung Appellation d’Origine Contrôlée (AOC).
1972 übernahm ein Abkömmling des Comte Lafond, Baron Patrick de Ladoucette das Gut. Als erster hauptberuflicher und voll ausgebildeter Winzer seiner Familie war er innerhalb kürzester Zeit nicht nur in der Lage, die Weine seines Hauses zu Weltruf zu führen und die Pouilly-Fumés für jeden Gourmettempel praktisch unentbehrlich zu machen, sondern auch das Weingut um andere Spitzenprodukte zu bereichern. So erwarb er 1980 die Domaine Marc Brédif de Vouvray in der Nähe von Tours, 1985 die Domaine Régnard im Chablis und 1994 den Weinberg La Poussie bei Sancerre und brachte auch dort die Weinerzeugung auf den neuesten Stand.
Somit produziert das Gut neben den Pouilly-Fumés seither auch großartige Chablis, Sancerres, Vouvrays and Chinons, von denen einige zu den besten ihrer Art gezählt werden.

## Schloss und Weingut
Zu dem Weingut gehört das prächtige Schloss Le Nozet, das der Comte Lafond im 19. Jahrhundert im Renaissance-Stil erbauen ließ.
Das Schloss wird von den wohl besten Weinbergen der Region umschlossen. Auf den rund 1000 Hektar Rebfläche werden jährlich mehr als 50.000 Hektoliter Wein erzeugt. Durch die dichte Bestockung mit erlaubten 6600 Rebstöcken pro Hektar müssen die Wurzeln tief in der Erde nach Nahrung suchen. Das Maß aller Dinge ist das Terroir, also das Zusammenspiel von Klima, Geologie, Topographie und Bodenbeschaffenheit. Der Boden besteht hier aus Ton, Mergel, Kalk und dem Feuerstein, dem Silex. Dieser ist verantwortlich für den besonderen Duft der Weine, den man gern als rauchig zu beschreiben sucht.

## Pouilly-Fumé de Ladoucette
Auf 165 Hektar werden einige der weltweit gefragtesten Loire-Weine produziert, wie beispielsweise seit 1972 der berühmte Baron de L., den Baron de Ladoucette nur in Topjahren vinifiziert. Nicht zuletzt mit diesem Wein ist Ladoucette rund um die Welt zum Synonym für feinste Weißweine von der Loire geworden. Diesen gilt seine wahre Leidenschaft, aus ihnen will er das Optimum an Frucht und Rebsortenausdruck herausholen. Sein Önologe Philippe Rossignol bewies, dass Chablis hervorragender Qualität auch ohne Barrique erzeugt werden kann. Kein Holzgeschmack kennzeichnet seine großen Weine, sondern eine wunderbare Balance von Frucht, ausgeprägtem Rebsortenausdruck mit dem typischen Feuerstein und Eleganz.

## Domaine Marc Brédif
Das 1893 gegründete Haus Marc Brédif hat seinen Sitz in Rochecorbon, im Herzen der Touraine und vor den Toren von Tours. Die Weißweine des Vouvray sind von der Rebsorte Chenin Blanc dominiert. Daneben bietet das Haus aber unter anderem auch einen frischen Muscadet Sèvre et Maine an.

## Domaine Régnard
1985 kaufte de Ladoucette dieses alteingesessene Chablis-Haus, das keinen Nachfolger hatte. Heute, im Besitz wichtiger Premier-Cru- und Grand-Cru-Lagen sowie der Überzeugung, dass ein guter Chablis keinen Zusatz von Holzgeschmack oder Tanninen benötigt, um bessere Qualitäten zu erzielen, wählt er aus dem Angebot nur die besten Cuvées aus.

## Sancerre La Poussie
Diese 30 Hektar große Domaine La Poussie gilt als die beste Lage in Sancerre und liegt in der Nähe von Bué. Sie wurde 1960 von Jean Cordier ausgebaut und 1994 von Baron de Ladoucette erworben.